# Nemobius piracicabae
Nemobius piracicabae is een rechtvleugelig insect uit de familie krekels (Gryllidae). De wetenschappelijke naam van deze soort is voor het eerst geldig gepubliceerd in 1968 door Piza.